# Gaikebøl
Gaikebøl (tysk Gaikebüll) var en landsby på den nordfrisiske ø Strand i det vestlige Sønderjylland/Slesvig. Landsbyen gik under ved den anden store manddrukning i oktober 1634. Den var beliggende i øens sydøstlige del, i nærheden af den nuværende landsby Nørrehavn på Nordstrand. Der kan stadig ses rester af den tabte by i vadehavet foran øen Nordstrand.
Gaikebøl rådede over en havn og en kirke. Kirken fra 1463 var viet til fiskernes patron Sankt Andreas. Administrativ hørte Gaikebøl under Edoms Herred. Efter ødelæggelsen i 1634 forsøgte mange overlevende at genoprette byen, men måtte til sidst opgive. Kirken blev endelig revet ned i 1660.
Gaikebøl var stedet, hvor Strandboerne i 1629 protesterede mod indkvarteringen af tyske tropper under Trediveårskrigen. De hyldede her i stedet den danske konge Christian 4. som lensherre og slog flere gange en tysk og en gottorpsk hær tilbage, men måtte til sidste bøje sig for gottorperne .
Stednavnet er sammensat af personnavnet Gaike, Gauwo og efterleddet -bøl.